# Poloma
Poloma je obec na Slovensku v okrese Sabinov. V obci žije 944 obyvatel. První písemná zmínka o obci pochází z roku 1330.